# Macrostylophora sodalis
Macrostylophora sodalis är en loppart som först beskrevs av Rothschild 1919.  Macrostylophora sodalis ingår i släktet Macrostylophora och familjen fågelloppor. Inga underarter finns listade i Catalogue of Life.